# Говеда
Говедата (Bovinae) са подсемейство едри Кухороги бозайници, което включва 24 вида като домашните говеда, бизоните, биволите, но към тях спадат също антилопите нилгау,четирирогите антилопи и Винторогите антилопи(куду, кана, ниала и др.).

## Класификация
- семейство Bovidae -- Кухороги
  - подсемейство Bovinae -- Говеда
    - род Tetracerus
      - Tetracerus quadricornis -- Четирирога антилопа

    - род Boselaphus
      - Boselaphus tragocamelus -- Нилгау, син бик

    - род Bubalus
      - Bubalus arnee (Bubalus bubalis) -- Индийски бивол, воден бивол
        - Bubalus bubalis (Bubalus arnee ssp.) -- Домашен бивол

      - Bubalus depressicornis -- Аноа, равнинно аноа
      - Bubalus quarlesi (Bubalus depressicornis ssp.) -- Планинско аноа
      - Bubalus mindorensis -- Тамарау, миндороски бивол-джудже

    - род Bos -- говеда
      - † Bos primigenius -- Тур (изчезнал вид)
      - Bos javanicus -- Бантенг
      - Bos gaurus (Bos frontalis) -- Гаур
        - Bos frontalis (Bos gaurus ssp.) -- Гаял, домашен гаур

      - Bos mutus (Bos [Poephagus] grunniens) -- Як, тибетски як
        - Bos grunniens (Bos mutus ssp.) -- Домашен як

      - Bos taurus -- Домашно говедо
        - Bos taurus indicus -- Зебу

      - Bos sauveli -- Купрей

    - род Pseudonovibos (Peter and Feiler, 1994)
      - Pseudonovibos spiralis -- Ктинг Вор, ктинг сипу, змиеядно говедо (съществуването му е спорно)

    - род Pseudoryx (Dung, Giao, Chinh, Tuoc, Arctander and MacKinnon, 1993)
      - Pseudoryx nghetinhensis -- Саола, вукуангско говедо

    - род Syncerus
      - Syncerus caffer -- Кафърски бивол, африкански бивол

    - род Bison -- бизони
      - Bison bison -- Бизон, американски бизон
      - Bison bonasus -- Зубър, европейски бизон

    - род Tragelaphus
      - Tragelaphus spekeii -- Ситатунга
      - Tragelaphus angasii -- Ниала
      - Tragelaphus scriptus -- Бушбок
      - Tragelaphus buxtoni -- Планинска ниала
      - Tragelaphus imberbis -- Малко куду
      - Tragelaphus strepsiceros -- Голямо куду
      - Tragelaphus eurycerus -- Бонго

    - род Taurotragus
      - Taurotragus oryx -- Кана, обикновена кана
      - Taurotragus derbianus -- Гигантска кана